# Armand De Beul
Pour les articles homonymes, voir De Beul.
Armand De Beul, né à Berchem-Sainte-Agathe le 8 août 1874 et mort à Schaerbeek le 4 août 1940, est un peintre belge. 
Son champ pictural, de facture conventionnelle, couvre les intérieurs, les paysages, les figures et les animaux.

## Biographie

### Entourage familial
Armand (Armand Florent Jean) De Beul, né à Berchem-Sainte-Agathe le 8 août 1874, est le second des trois fils de Frans De Beul (1849-1919), artiste peintre, et de Jeanne Callewaert (1850). Armand De Beul a deux frères : Julien (1868- ?), également peintre, et Oscar (1881-1929), sculpteur.  
Il épouse à Schaerbeek, le 9 avril 1910 Laure Marie Gaspard (1877-1944), dont il n'a pas de postérité. 

### Formation
Armand De Beul, initialement élève de son père, étudie ensuite, de 1893 à 1899, à l'Académie royale des beaux-arts de Bruxelles, où Joseph Stallaert est son professeur.

### Carrière
Armand De Beul dispose de son propre atelier de peinture au no 54, rue Royale Sainte-Marie à Schaerbeek.
Armand De Beul meurt, à l'âge de 65 ans, le 4 août 1940 à Schaerbeek.

## Œuvres

### Caractéristiques
Son champ pictural, de facture conventionnelle, couvre les intérieurs et les paysages en Campine, dans le Brabant et en Flandre, mettant en scène des personnages et des animaux.

### Réception critique
Lorsqu'en octobre 1933, il bénéficie d'une exposition personnelle aux nouvelles galeries de Charleroi, le critique du quotidien Gazette de Charleroi écrit : 

« M. De Beul est un paysagiste qui aime le pittoresque, mais surtout le pittoresque agreste et villageois, les belles couleurs et les belles lumières. Les unes et les autres lui donnent des émotions qu'il traduite naturellement sans forcer la note, ni hausser le ton. Simplicité dans l'expression, c'est là la marque la plus personnelle de ce peintre. Simplicité et justesse du coloris – exception faite dans l'ensemble qui est sous nos yeux pour deux ou trois morceaux trop bien peints – c'est là aussi l'estampille de son métier. Ses paysages ont donc de la fraîcheur, de la lumière et du calme […] M. De Beul n'expose cependant pas que des paysages. Les vieilles villes flamandes l'ont séduit par leur caractère et leur architecture, certes, mais aussi par leur mélancolie. »

### Expositions
- Exposition Armand De Beul, rue du Grand cerf à Bruxelles, en avril 1928[8].
- Exposition Armand De Beul, aux Galeries d'art Larribe, chaussée d'Ixelles à Bruxelles, en février 1929[9].
- Exposition Armand De Beul aux Nouvelles galeries, boulevard Audent, à Charleroi en 1933 : une quarantaine d'œuvres, dont : La Ferme rouge en Campine, Petite ferme à toit de chaume, Les Fruits en juillet, L'Étang en automne, Bois sous la neige, Hiver en Brabant, La Bruyère, Landes par temps gris, Mon atelier, Intérieur rustique, Le Canal à Bruges, Le Pont du cheval, Le Marché au beurre, L'Heure des Vêpres, Vieux coin de Malines, Vers le soir au petit béguinage de Gand, L'Ouvroir, …[7].
- Exposition Armand De Beul aux Nouvelles galeries de Charleroi en 1934[10].
- Exposition Armand De Beul, rue de Namur à Bruxelles, en février 1936[11].
- Exposition Armand De Beul à la Galerie Signet à Charleroi en 1937[12].
- Exposition Armand De Beul, rue de Namur à Bruxelles, en février 1938 : Porte Maréchal, Vieux coin de Bruges, Église Saint-Nicolas à Gand, Le Village sous la neige, Château de Wemmel, Gros temps en Flandre, Déclin du jour, Fin d'automne,…[13].
- Exposition Armand De Beul à la Bourse de commerce de Namur en octobre 1938 : Saules en Flandre, Sablons campinois, Canal au soleil couchant, Potager en Brabant, …[14].
- Exposition Armand De Beul, rue de Namur à Bruxelles, en mars 1940 : Porte Maréchal, Vieux coin de Bruges, Cuisine de ferme en Flandre, Intérieur campinois, La Fileuse, Effet de neige à Ninove, Effet de neige à Lierre,…[15].